# 须药藤
须药藤为萝藦科须药藤属下的一个种。该属仅有须药藤（Stelmatocrypton khasianum）一种，分布于印度和中国云南、贵州和广西。缠绕大藤本；叶长椭圆形；花稍小，黄绿色，排成腋生、具短柄的聚伞花序；萼片椭圆形，钝头，里面有腺体；花冠钟状，有短管，裂片短，卵状披针形，右向旋转排列；副花冠的裂片5，短，生于雄蕊之上，把花丝抱持；花丝分离，与花冠基部粘合；花药卵形，顶端有长毛，伸出花喉之外；花粉器匙形，载粉器内藏有许多四合花粉，载粉器柄长，粘盘粘着柱头基部；雌蕊具2枚离生心皮，胚珠多个；蓇葖长椭圆形，近圆柱状，广歧，平滑；种子顶端具种毛。